# 빙하
빙하(氷河, glacier)는 천천히 움직이는 거대한 얼음덩어리로, 중력과 높은 압력으로 천천히 흘러내린 눈으로부터 형성된 것을 말한다.

## 개요

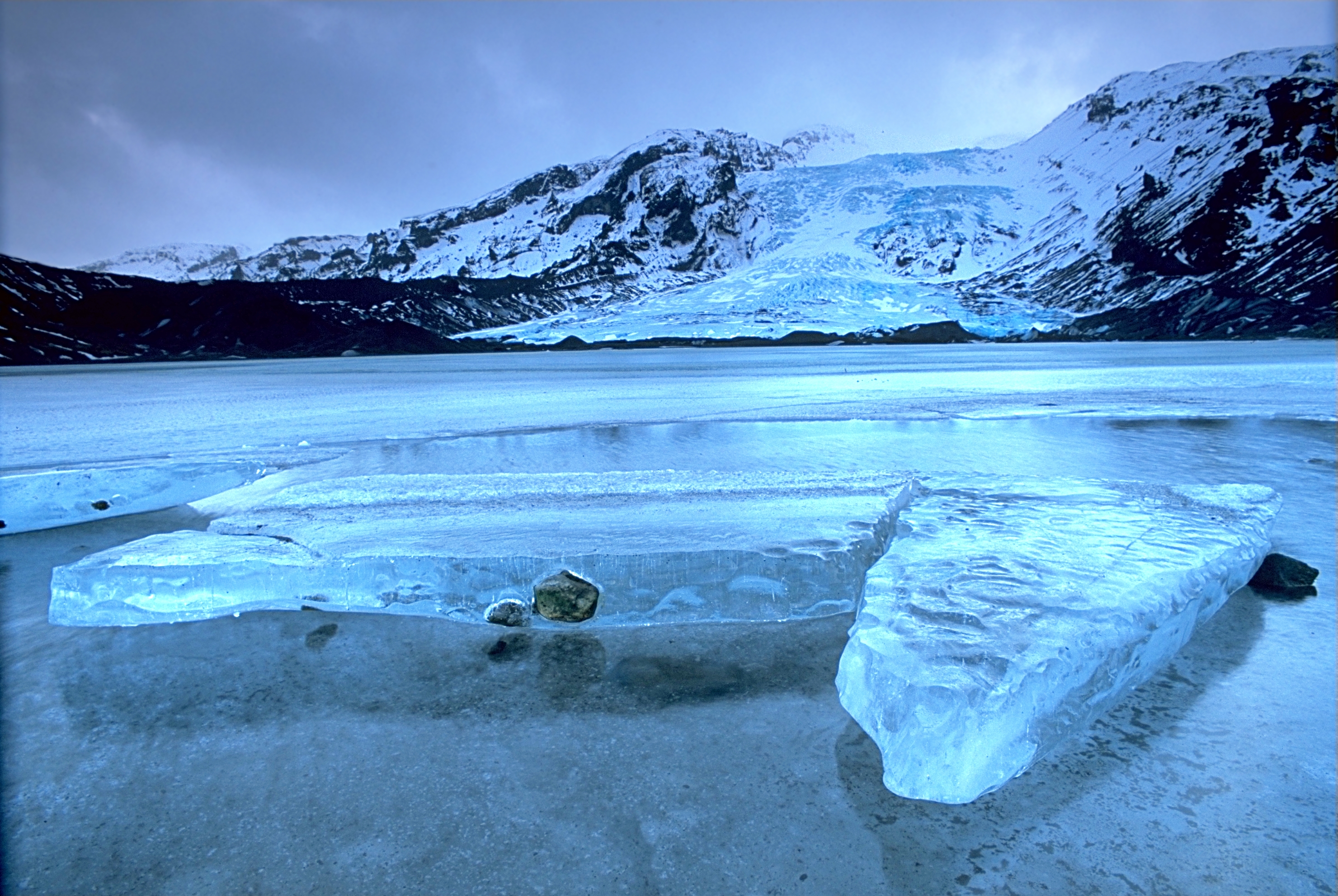
빙하

빙하의 얼음은 지구에서 가장 큰 민물을 담고 있는 영역이며 지구상의 모든 물에서 가장 크다고 하는 바다 다음으로 크다. 빙하는 넓은 영역의 극권을 덮고 있지만 열대 지방에서는 가장 높은 산에만 한정되어 있다.

## 형성
상대적으로 온도가 높은 빙하는 융해와 동결을 되풀이하며 주로 네베(Névé)라 불리는 눈을 이루고 있다. 이 눈은 일상적인 눈으로 취급한다. 이 빙하의 얼음은 얼음과 설층 아래에서 압력을 받아 융해하여 얼음 알갱이로 바뀐다. 이 알갱이 층은 일정한 세월이 흐르면 한층 더 압축되어 빙하의 얼음(glacial ice)이 된다. 게다가 눈의 온도에 변화가 있으면 수 시간에 걸쳐 각 표면에 울퉁불퉁한 결정으로 성질이 바뀌기 시작한다.

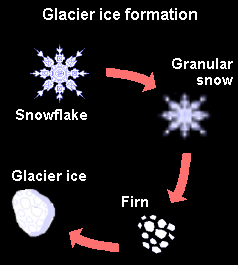

## 같이 보기
- 빙하학
- 크레바스
- 만년설
- 빙하기
- 빙원
- 지구 온난화
- 빙하 감소